# آزمایشگاه مداری دارای سرنشین
آزمایشگاه مداری دارای سرنشین (MOL) بخشی از برنامه پرواز فضایی انسانی نیروی هوایی ایالات متحده آمریکا (USAF) در اواخر دهه ۳۰ شمسی بود. این پروژه از مفاهیم اولیه USAF برای ایستگاه‌های فضایی دارای سرنشین به عنوان ماهواره‌های شناسایی توسعه یافت و جانشین پروژه لغو شده هواپیمای فضایی شناسایی نظامی بوئینگ X- ۲۰ داینا-سور بود. طرح‌های MOL به آزمایشگاهی با استفاده یک‌باره تبدیل شد که برای آن خدمه‌ها در ماموریت‌های ۳۰ روزه به فضا پرتاب می‌شدند و با استفاده از یک فضاپیمای جمنای B که از فضاپیمای جمنای ناسا مشتق شده و با آزمایشگاه پرتاب می‌شد، به زمین بازمی‌گشتند.

## پیش‌زمینه
در اوج جنگ سرد در اواسط دهه ۲۰ شمسی، نیروی هوایی ایالات متحده آمریکا (USAF) به‌طور ویژه‌ای به توانایی‌های نظامی و صنعتی اتحاد جماهیر شوروی علاقه‌مند بود. از سال ۱۹۵۶، ایالات متحده پروازهای جاسوسی مخفیانه هواپیمای U-2 را بر فراز اتحاد جماهیر شوروی انجام داد. بیست و چهار مأموریت U-2 تصاویری از حدود ۱۵ درصد از کشور با حداکثر وضوح ۰.۶۱ متر (۲ فوت) تولید کرد، قبل از اینکه سرنگونی یک هواپیمای U-2 در سال ۱۳۳۹ به‌طور ناگهانی این برنامه را پایان دهد. این اتفاق شکافی در توانایی‌های جاسوسی آمریکا ایجاد کرد که امید می‌رفت ماهواره‌های جاسوسی آن را پر کنند. در ژوئیه ۱۹۵۷ – قبل از اینکه کسی را به فضا پرواز کرده باشد – مرکز توسعه هوایی رایت USAF مقاله‌ای منتشر کرد که درباره توسعه یک ایستگاه فضایی مجهز به تلسکوپ‌ها و سایر دستگاه‌های مشاهده توضیح می‌داد. نیروی هوایی ایالات متحده قبلاً در سال ۱۳۳۵ برنامه‌ای ماهواره‌ای به نام WS-117L را آغاز کرده بود. این برنامه سه جزء داشت: SAMOS، یک ماهواره جاسوسی؛ Corona، یک برنامه آزمایشی برای توسعه فناوری؛ و MIDAS، یک سیستم هشدار اولیه.

## آغاز به کار
در ۲۵ آذر ۱۳۴۲، مقر نیروی هوایی ایالات متحده به ژنرال نیروی هوایی، برنارد شرایور دستور داد تا یک برنامه برای توسعه MOL ارائه دهد. حدود ۶ میلیون دلار (معادل ۴۵ میلیون دلار در سال ) صرف مطالعات مقدماتی شد که بیشتر آنها تا سپتامبر ۱۹۶۴ تکمیل شدند. مک‌دانل مطالعه‌ای در مورد فضاپیمای جمینی B، مارتین مریتا در مورد تقویت‌کننده تایتان III، و ایستمن کداک در مورد اپتیک دوربین، تجهیزات اصلی تجهیزات شناسایی ماهواره‌ای تهیه کردند. سایر مطالعات، زیرسیستم‌های کلیدی MOL مانند کنترل محیطی، توان الکتریکی، ناوبری، تثبیت کنترل وضعیت، هدایت، ارتباطات و رادار را بررسی کردند.
معاون وزیر نیروی هوایی ایالات متحده و مدیر دفتر ملی شناسایی (NRO)، براکوی مک‌میلان، از مدیر برنامه A NRO (بخشی از NRO که مسئول فعالیت‌های نیروی هوایی بود)، سرلشکر رابرت ایوانز گریر، خواست تا قابلیت‌های شناسایی احتمالی MOL را بررسی کند. هزینه این مطالعات ۳,۲۳۷,۷۱۶ دلار (معادل ۲۴.۳ میلیون دلار در سال ۱۴۰۲) بود. گران‌ترین آنها مطالعه فضاپیمای جمینی B بود که ۱,۱۸۹,۵۰۰ دلار (معادل ۸.۹۳ میلیون دلار در سال ۱۴۰۲) هزینه داشت، و پس از آن رابط تایتان III که هزینه آن ۹۱۰,۰۰۰ دلار (معادل ۶.۸۳ میلیون دلار در سال ۱۴۰۲) بود.
در زمستان ۱۳۴۳، شرایور، سرتیپ هری ال. ایوانز را به عنوان معاون خود برای پروژه MOL منصوب کرد. ایوانز قبلاً با شرایور در بخش سیستم‌های بالستیک نیروی هوایی ایالات متحده کار کرده بود. او همچنین مدیر برنامه ماهواره کرونا بود و نظارت بر پروژه‌های SAMOS، MIDAS و SAINT، به همراه برنامه‌های اولیه ماهواره‌های ارتباطی و هواشناسی را بر عهده داشت. علاوه بر اینکه معاون شرایور بود، ایوانز در همان ماه به عنوان دستیار ویژه زوکرت برای پروژه MOL منصوب شد. در این نقش، او مستقیماً به زوکرت گزارش می‌داد و مسئول هماهنگی بین MOL و سایر سازمان‌ها مانند ناسا بود.
پس از اعلام برنامه توسط جانسون، MOL به عنوان برنامه 632A شناخته شد. نیروی هوایی ایالات متحده انتصاب شرایور به عنوان مدیر MOL و ایوانز به عنوان معاون مدیر، مسئول کارکنان MOL در پنتاگون، و سرتیپ راسل ای. برگ به عنوان معاون مدیر، مسئول کارکنان MOL در ایستگاه نیروی هوایی لس آنجلس در ال سگوندو، کالیفرنیا را اعلام کرد. دفتر برنامه سیستم MOL (SPO) در مارس ۱۳۴۲تحت رهبری سرتیپ جوزف اس. بلایمایر، معاون فرمانده بخش سیستم‌های فضایی AFSC (SSD)، ایجاد شد. تا تابستان ۱۳۴۴ ، MOL دارای ۴۲ نفر پرسنل نظامی و ۲۳ نفر پرسنل غیرنظامی بود. شرایور در آگوست ۱۳۴۵ از نیروی هوایی بازنشسته شد و سرلشکر جیمز فرگوسن به عنوان رئیس AFSC و مدیر برنامه MOL جایگزین او شد. ایوانز در ۱۳۴۷ از نیروی هوایی بازنشسته شد و سرلشکر جیمز تی. استوارت جایگزینش شد.

## انتخاب فضانوردان
برای تأمین فضانوردان احتمالی برای هواپیمای راکتی X-15، دینا-سور و برنامه‌های MOL، در سال ۱۳۴۰، نیروی هوایی ایالات متحده دوره خلبان تحقیقاتی هوافضا را در مدرسه آزمایشی پرواز تجربی نیروی هوایی در پایگاه نیروی هوایی ادواردز در کالیفرنیا ایجاد کرد. این مدرسه در همان سال به مدرسه خلبانی تحقیقاتی هوافضا (ARPS) تغییر نام داد. این مدرسه در چهار دوره بین ۱۳۴۰ و ۱۳۴۲ برگزار شد که سومین دوره شامل آموزش بر روی دینا-سور به عنوان بخشی از دوره بود. فرمانده ARPS، سرهنگ چارلز ای. "چاک" ییگر، به شرایور توصیه کرد که انتخاب فضانوردان برای MOL را به فارغ‌التحصیلان ARPS محدود کند. این برنامه فراخوان پذیرش منتشر نکرد؛ ۱۵ کاندیدا انتخاب شدند و در پاییز ۱۳۴۳ به پایگاه نیروی هوایی بروکس در سن آنتونیو، تگزاس، برای یک هفته ارزیابی پزشکی فرستاده شدند. این ارزیابی‌ها مشابه آن‌هایی بود که برای گروه‌های فضانورد ناسا انجام می‌شد.
بسیاری از فضانوردان MOL از کودکی آرزو داشتند به فضا سفر کنند. آنها فقط داستان ظاهری را می‌دانستند که قرار است این برنامه یک آزمایشگاه فضایی برای آزمایش‌های نظامی باشد و تا پس از انتخاب از نقشی که قرار بود به عنوان مامورین شناسایی داشته باشند، مطلع نمی‌شدند؛ به آنها توصیه می‌شد که اگر از جنبه محرمانه آن خوششان نمی‌آید، استعفا دهند. آنها مجوزهای امنیتی دریافت کردند و با اطلاعات حساس طبقه‌بندی شده پروژه‌هایی مانند دوریان، گمبیت، تلنت (اطلاعات به دست آمده از پروازهای جاسوسی) و کی‌هول (اطلاعات به دست آمده از ماهواره‌ها) آشنا شدند. سروان ترولی که در میان انتخاب شدگان بود با شگفتی متوجه شد که کشورش نه یک، بلکه "دو برنامه فضایی دارد: عمومی، آنچه عموم و [ناسا] و فضانوردان و سایرین می‌دانستند، و سپس این دنیای دیگر از توانمندی‌های کشور که انگار وجود خارجی نداشت".

## عملیات برنامه‌ریزی شده
از مدار منظم ۲۸۰ کیلومتری (۱۵۰ مایل دریایی) MOL، دوربین اصلی یک میدان دید دایره‌ای به قطر ۲۷۰۰ متر (۹۰۰۰ فوت) داشت، هرچند در بزرگنمایی بالا این میدان دید به حدود ۱۳۰۰ متر (۴۲۰۰ فوت) کاهش می‌یافت. این مقدار بسیار کوچکتر از بسیاری از اهداف مورد علاقه NRO بود، مانند پایگاه‌های هوایی، کارخانه‌های کشتی‌سازی و محدوده‌های موشکی. فضانوردان با استفاده از تلسکوپ‌های ردیابی و اکتساب اهداف را جستجو می‌کردند که میدان دید دایره‌ای حدود ۱۲.۰ کیلومتر (۶.۵ مایل دریایی) با وضوح حدود ۹.۱ متر (۳۰ فوت) داشت. دوربین اصلی بر روی مهم‌ترین اهداف تمرکز می‌کرد و تصاویر با وضوح بسیار بالا را ارائه می‌داد. هدف این بود که بخش جالب‌تر هدف در مرکز تصویر باشد؛ به دلیل اپتیک‌های استفاده شده، تصویر در اطراف لبه‌ها به اندازه مرکز واضح نبود.
در حالی که اهداف نظارتی از پیش برنامه‌ریزی شده بودند و دوربین می‌توانست به صورت خودکار عمل کند، فضانوردان می‌توانستند اولویت‌بندی اهداف برای عکسبرداری را تعیین کنند. با اجتناب از مناطق ابری و شناسایی موضوعات جالب‌تر (به عنوان مثال، یک سیلوی موشکی باز به جای یک سیلوی بسته)، آن‌ها فیلم را صرفه‌جویی می‌کردند که محدودیت اصلی بود، زیرا فیلم باید در فضاپیمای کوچک جمینی B بازگردانده می‌شد. در مناطقی مانند مسکو که اغلب ابری بود، برآورد شده بود که MOL در استفاده از فیلم ۴۵ درصد کارآمدتر از یک سیستم ماهواره‌ای خودکار عمل می‌کرد، اما در مناطق آفتابی‌تر مانند مجموعه موشکی تایوراتام، این کارایی ممکن است به بیش از ۱۵ درصد نرسد. هدف‌گیری انتخابی که توسط نظارت انسان هدایت می‌شد، کارآمدتر از آنچه توسط ماهواره‌های روباتیک به دست می‌آمد، بود. از ۱۵۹ عکس KH-7 Gambit از منطقه تایوراتام، تنها ۹ درصد موشک‌ها را بر روی سکوی پرتاب نشان می‌دادند، و از ۷۷ عکس از سیلوهای موشکی، تنها ۲۱ درصد با درهای باز بودند. تحلیل‌گران ۶۰ هدف MOL را در مجموعه شناسایی کردند. در هر گذر تنها دو یا سه هدف می‌توانستند عکسبرداری شوند، اما فضانوردان می‌توانستند جالب‌ترین آنها را انتخاب کرده و با وضوح بیشتر از KH-7 Gambit عکسبرداری کنند.